# Hollmut
Der Hollmut ist ein schmaler, sich zwischen zwei  parallelen Tälern von Süd nach Nord erstreckender Bergrücken im Kleinen Odenwald mit höchstem Punkt auf 285,1 m ü. NHN. Er liegt auf dem Gebiet der Gemeinde Bammental zwischen Bammental, Wiesenbach und Neckargemünd. Die beiden angrenzenden langen Täler, das Wiesenbacher Tal mit der K 4163 im Osten und das Elsenztal mit der B 45 im Westen, sind die Reste der vom Fluss inzwischen verlassenen, großen Maurer Neckarschlinge, der Hollmut selbst ist der zugehörige Umlaufberg.